# Rörö
Rörö är en ö och en tätort i Öckerö kommun. Rörö är den nordligaste av de bebodda öarna i Öckerö socken.
I söder ligger Hyppeln och i sydost Källö-Knippla. I väster breder den nordligaste delen av Kattegatt ut sig. På östra delen av ön ligger tätorten Rörö med cirka 260 invånare. Rörö har förbindelse med den övriga Öckerö kommun och med omvärlden genom Nordöleden, en avgiftsfri färjeförbindelse till Burö färjeläge på norra Hälsö.

## Etymologi
"Rör" är i bohuslänskan och fornnordiskan namnet på vass. Således syftar önamnet på en ö där det växer vass. Även idag kan man beskåda stora vassruggar invid Ers vatten, sötvattensdammarna på sydvästra delen av ön.

## Historia
Det sägs att den forne kungen över Viken, det som idag är Bohuslän, Håkon Håkonsson, Håkan den gamle eller Haakon IV. etablerade flera samhällen på Öckeröarna, däribland en bosättning på Rörö. Idag finns en husgrund på norra delen av ön som kallas för "Hågans hytte" eller "Håkons hytte" och dessutom benämns hamnen på äldre kartor som "Hågonshamn" eller Håkonshamn". Mitt på ön ligger berget Fyrvala, där man i forna tider tänt vårdkasar.
På norra Rörö, intill Sandviken, finns en labyrint, som är 12 x 17 meter.

### Sillsalteri och trankokeri på Rammen
Under den stora sillperioden åren 1747–1808 byggdes ett sillsalteri och ett trankokeri på ön Rammen öster om Rörö. Trankokeriet var 15 meter långt, var uppfört i två våningar och hade åtta kittlar. Salteriet var 15 x 10 meter och delvis byggt på pålar ute i vattnet. Där bodde 80 personer, men efter fem år försvann sillen och år 1824 var hela anläggningen nedmonterad. Numera finns några grunder kvar.

### Ubåtsförlisning
Huvudartikel: Ulvenkatastrofen
Den 16 april 1943 försvann den svenska u-båten HMS Ulven under en övning i vattnen utanför Stora Pölsan väster om Rörö och söder om Marstrand. Många enheter letade efter haveristen, bland annat livräddningskryssaren  Wilhelm R. Lundgren II från Rörö, vars befälhavares son fanns ombord på Ulven. Först den 5 maj samma år hittades fartyget på 52 meters djup. Det var fiskebåten Normy från Hälsö som fastnade i "någonting" med sin trål. Dykare skickades ned från bärgningsfartyget Belos; dykaren kunde bara bekräfta att en tragedi inträffat. U-båten bärgades i augusti. Alla 33 i besättningen hade omkommit då u-båten kolliderade med en drivande tysk mina. Dåtidens media ägnade stort intresse och bevakning av denna händelse. Man trodde länge att hela eller delar av besättningen skulle ha överlevt då man hört knackningar i havet, såsom om någon bankat inifrån ett u-båtsskrov. Det visade sig senare att explosionen var så kraftig att samtliga ombordvarande torde ha avlidit omedelbart eller ganska kort tid efter explosionen. Fiskerimuseet på Hönö har en permanent utställning som belyser Ulvenkatastrofen.

### Helikopterhaveri
Huvudartikel: Helikopterolyckan vid Rörö
En tragisk helikopterolycka inträffade onsdagskvällen den 18 november 2003 öster om ön. Det var en Hkp 10, Superpuma från Säve helikopterbas på Hisingen som denna kväll samövade med livräddningskryssaren Märta Collin. Efter byte av besättning återvände helikoptern till övningsplatsen och havererade i havet från låg höjd, något hundratal meter från sjöräddningens fartyg. Det enda man såg från sjöräddningsfartyget var en ung man i blå ytbärgardräkt. Han låg och flöt i vattnet tillsammans med diverse vrakgods och flygfotogen. Med risk för den egna säkerheten seglade man rakt in i detta och bärgade den då 19-årige ytbärgaren i sista stund. Troligtvis hade han inte överlevt så länge till i det av fotogen kontaminerade vattnet. Det fanns sammanlagt sju besättningsmän ombord på helikoptern, sex av dem förolyckades. Endast den värnpliktige ytbärgaren Jacob de Vries överlevde och fortsatte senare i detta yrke.
Efter en insamling 2004 byggdes de första sex räddningsfarkosterna av typ rescuerunner för SSRS, vilka namngavs efter de omkomna besättningsmedlemmarna.

## Geografi

### Djur- och växtliv
Fågellivet är rikt, man finner naturligtvis de vanligaste måsarterna men också flera vadarfåglar, varav strandskatan är vanlig. I vikarna och i hamnen får man sällskap av ejder och knölsvan och på senare tid har även kanadagässen hittat hit. Inte sällan kan man observera knubbsäl i vattnen runt ön. Mink, räv och hare är vissa år vältaliga. Huggorm och snok förekommer också. Jakt har tidigare bedrivits på havslevande däggdjur såsom tumlare och säl. Viss jakt av sjöfågel bedrivs idag, samt skyddsjakt på räv och förvildade katter. Rörös flora är artrik och hyser flera för Bohuslän sällsynta och sevärda arter som ostronört, strandvial, strandbeta, kustruta och ramslök.

### Naturreservat
Huvudartikel: Rörö naturreservat
Två tredjedelar av Rörö, i princip hela södra, västra och norra delarna, är naturreservat. Reservatet omfattar förutom 182 hektar land även 728 hektar vatten. Trots sin relativt begränsade areal erbjuder Rörö ett naturgeografiskt och geomorfologiskt stoff av stort värde för studier av glacialmorfologi, strandförskjutningar m.m. Terrängen är relativt lättgången med tydligt markerade leder och lämpar sig för både kortare och längre turer.
Sedan några år tillbaka hålls Islandshästar och får i naturreservatet om somrarna för att beta.

## Ekonomi och administration

### Näringsliv
I äldre tider fanns det lotsar på Rörö, sedermera småbönder och fiskare, liksom arbetare inom sillnäringen. Mellan sillperioderna etablerades jordbruket på Rörö. Inte sällan kombinerades jordbruk och fiske. Man kombinerade även fiske med fraktseglation.
Dagens bofastas huvudnäring är fiske. En i relation till invånarantalet stor fiskebåtsflotta av mycket stora snörpvadsbåtar har sin hemmahamn på Rörö. Därtill kommer mindre fiskebåtar för kustnära fiske som ägs av pensionärer och deltidsfiskare, samt husbehovsfiskare.

### Sjöräddning och räddningstjänst
Huvudartikel: Räddningsstation Rörö

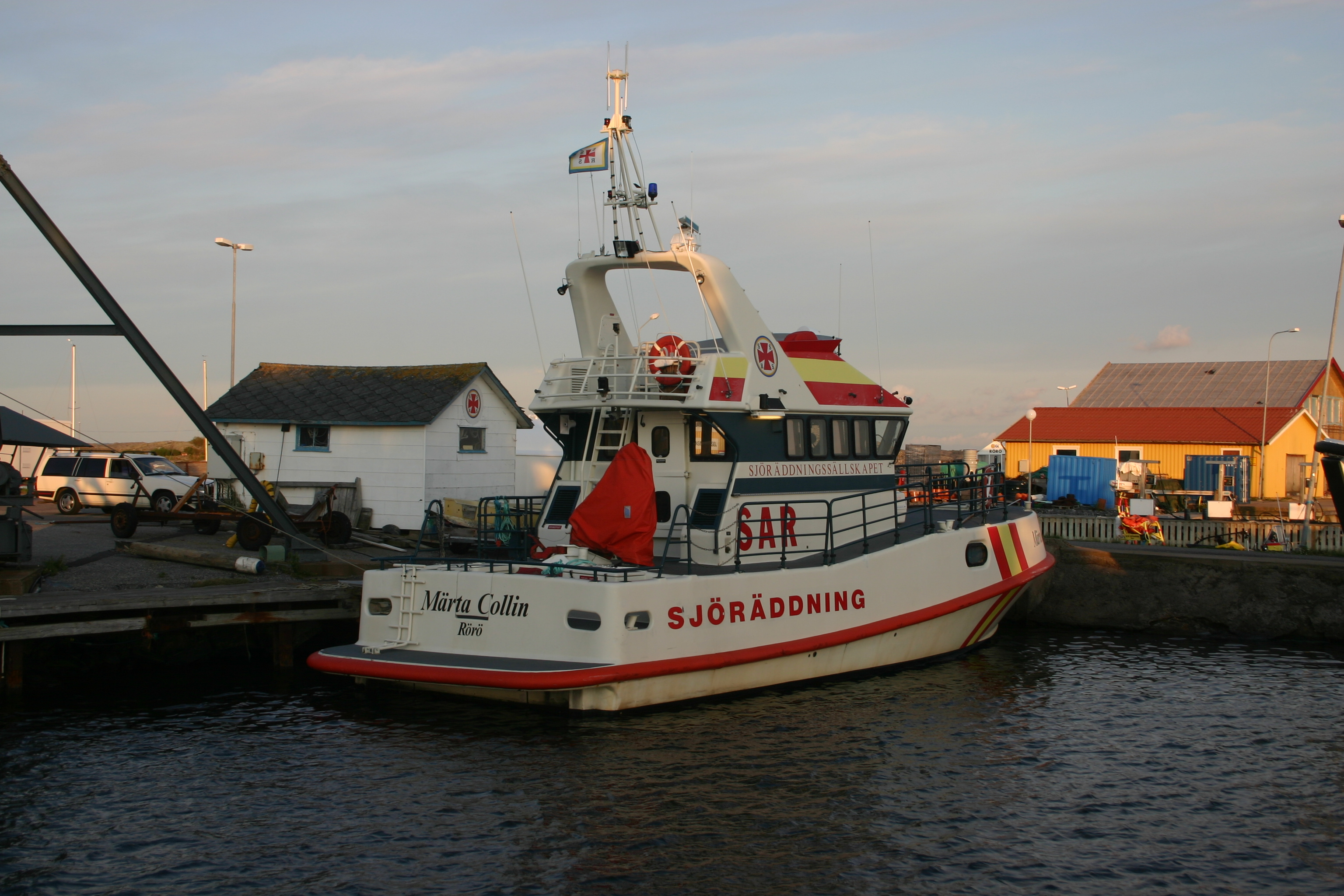
Rescue Märta Collin vid Räddningsstation Rörö

Sjöräddningssällskapet har en av Västkustens större sjöräddningsstationer på ön. Denna etablerades 1917, och den första båten var den patrullerande räddningskryssaren Wilhelm R. Lundgren, med namn efter donatorns, rederiet Transatlantics, grundare. Även efterföljande två båtar fick samma namn. År 1969 kom den isbrytande räddningskryssaren Ulla Rinman. Idag är den 15 meter långa räddningskryssaren Märta Collin stationerad på Rörö, liksom räddningsbåten "Marianne Bratt", rescuerunner Oskar Andersson, rescuerunner Sjömannasällskapet och miljöräddningssläpet "Rörö".
Stationens personal bemannar även Öckerö räddningstjänsts brandvärn på ön. Detta brandvärn har ett kombinationsfordon, en Iveco skåpbil, som klarar diverse insatser.

### Kommunikationer
Trafikverkets bilfärjor Ulrika och Linda (Nordöleden) anlöper Rörö och utgår från Burö färjeläge på Hälsö. På 1970-talet anlöptes öarna i norra delen av Öckerös skärgård av kommunens egna färjor, främst bilfärjorna "Nordö I", "Nordö II" och senare "Nordö III". Det blev då möjligt att ta med bilar till dessa öar. Sedan Vägverket (numera Trafikverket) tog över behölls "Nordö III" som vägverksfärja. "Nordö I" behölls av kommunens rederi och döptes om till "Polstjärnan" och f.d. Nordö II kan ses som transportfärja i Göteborgs södra skärgård. Polstjärnan var för övrigt en mindre passagerarbåt som trafikerade öarna innan Nordöfärjorna kom till.

## Demografi

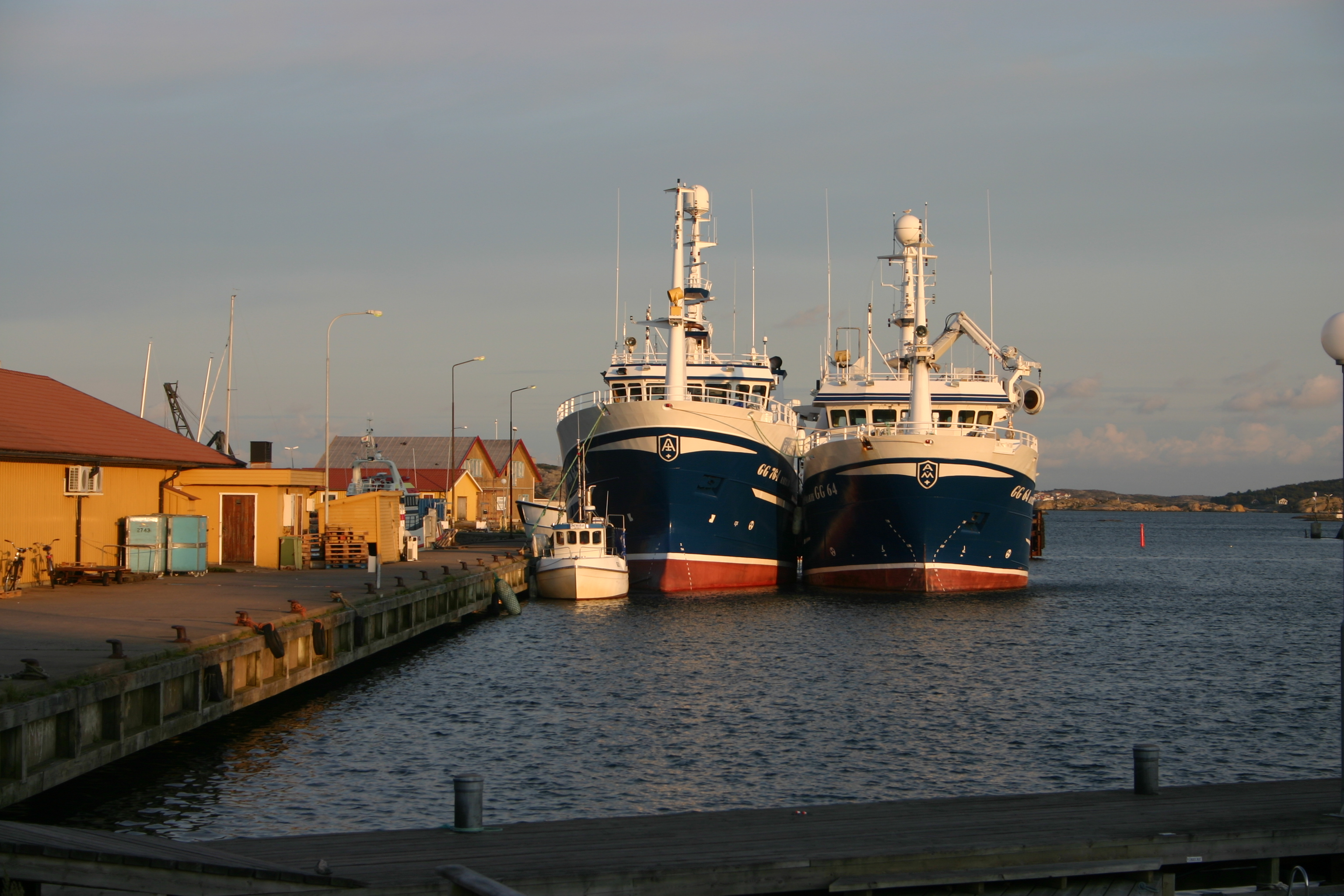
De stora vadfiskebåtarna GG 64 Astrid-Marie och GG 764 Astrid i Rörö hamn, 2008

### Samhället
Samhället ligger på Rörös ostsida och rymmer en skyddad fiskehamn. Hamnen är sommartid välbesökt av fritidsseglare. Där finns också en matvarubutik (Ica) samt en station för diesel och bensin. På sommaren finns även ett kafé och en fiskaffär. Sedan sommaren 2007 har hembygdsföreningen en bod uppställd i parken.
Hamnen utgörs av en vik i sydost av själva Rörö, Hågonshamn, samt en pir från Rörö ut till Inre Hamnholmen. Inne i hamnen ligger några skär, eller "bôar" som kallas för "Råttorna", dessa är förbundna med såväl piren som inre hamnen med bryggor främst avsedda för gästande fritidsbåtar. Kajen i norr är endast avsedd för fiskefartyg, och andra yrkesfartyg. Fler mindre hamnar finns längs öns östsida, av dessa är Apelviken störst och mest skyddad.
Ett mindre vägnät går runt ön, numera har alla vägarna namn, men så sent som på 1970-talet användes inte vägnamnen utan enbart husnummer, då husen blivit numrerade i den ordning de byggts.
Byn har ingen kyrka tillhörande Svenska kyrkan, men ett församlingshem som också inhyser ett mindre bibliotek. En frikyrklig församling, Sion, är också verksam på ön.
Rörö har en skola för årskurs 1-6. 2008 togs nya lokaler i bruk.
Även en förskola finns på ön. Under 2000-talet byggdes också en idrottshall i anslutning till skolan.

### Befolkningsutveckling i tätorten
| Befolkningsutvecklingen i Rörö 1960–2020 | Befolkningsutvecklingen i Rörö 1960–2020 | Befolkningsutvecklingen i Rörö 1960–2020 | Befolkningsutvecklingen i Rörö 1960–2020 | Befolkningsutvecklingen i Rörö 1960–2020 |
| ---------------------------------------- | ---------------------------------------- | ---------------------------------------- | ---------------------------------------- | ---------------------------------------- |
|                                          |                                          |                                          |                                          |                                          |
| År                                       |                                          |                                          | Folkmängd                                | Areal (ha)                               |
| 1960                                     | 1960                                     |                                          | 363                                      |                                          |
| 1965                                     | 1965                                     |                                          | 319                                      |                                          |
| 1970                                     | 1970                                     |                                          | 305                                      |                                          |
| 1975                                     | 1975                                     |                                          | 270                                      |                                          |
| 1980                                     | 1980                                     |                                          | 268                                      |                                          |
| 1990                                     | 1990                                     |                                          | 277                                      | 53                                       |
| 1995                                     | 1995                                     |                                          | 286                                      | 53                                       |
| 2000                                     | 2000                                     |                                          | 299                                      | 53                                       |
| 2005                                     | 2005                                     |                                          | 283                                      | 53                                       |
| 2010                                     | 2010                                     |                                          | 269                                      | 53                                       |
| 2015                                     | 2015                                     |                                          | 262                                      | 57                                       |
| 2020                                     | 2020                                     |                                          | 250                                      | 58                                       |
|                                          |                                          |                                          |                                          |                                          |

## Kultur och samhälle

### Bad
Badställen finns söder om hamnen. Här finns några långgrunda vikar med sandstränder som kallas första-, andra- och tredje viken. Från östra delen av inre Hamnholmen kan man bada från klipporna. På östra delen av ön ligger Gula skären, en kommunalt underhållen badplats med simskola.

### Personer från Rörö
Den mest kände röröbon genom tiderna är "Utter-Anders" 1885-1980 som bodde i den mindre byn invid Apelviken. Utter-Anders hette egentligen Anders Olsson och livnärde sig som jägare, fiskare och båtbyggare. Det berättas många historier och skönor om denna "Otter-Anners", bland annat hur han sköt en valrosshane med tre skott i samma hål. Valrossen, i uppstoppat skick, står utställd på Göteborgs Naturhistoriska Museum. Utter-Anders och hans far Stin-Olle bodde i ett hus delvis byggt av vrakgods och strandat timmer.
En annan känd Röröbo är Olof Justus Edvardsson 1900-1978 som var anställd på sjöräddningen i 49 år. Fiskare ägde fiskebåten Borkum med sina två söner Lennart och Roland. Den förliste på grund av brand på Vikingbanken i Nordsjön 1963